# Zeuxine andamanica
Zeuxine andamanica är en orkidéart som beskrevs av George King och Robert Pantling. Zeuxine andamanica ingår i släktet Zeuxine och familjen orkidéer.
Artens utbredningsområde är Andamanerna. Inga underarter finns listade i Catalogue of Life.